# Веприк (Ніжинський район)
Ве́прик — село в Україні, у Новобасанській сільській громаді Ніжинського району Чернігівській області. Розташоване в східній частині району на річці Вепра, яка є притокою річки Супій. Герб села є промовистим.
Відстань від м. Бобровиця автомобільними шляхами — 25 км, до залізничної станції — 28 км, до обласного центру — 150 км.

## Назва
Село розташоване на березі річки Вепра — звідси і назва села.

## Історія
У цій місцевості в сиву давнину у темних непрохідних лісах водилися вепри. Уперше згадується в першій половині XV ст. На території Веприка виявлено ранньо-слов'янське поселення черняхівської культури ІІ-VI ст. У 1648—1782 роках село входило до Басанської сотні Переяславського полку.
1892 року - 541  двір, 3190 жителів.

### Голодомор
Село постраждало внаслідок геноциду українського народу, проведеного владою СРСР 1932—1933 роках. Кількість загиблих — найбільша в районі, зокрема, тоді зареєстрована винятково висока дитяча смертність. У 2010 році було встановлено пам'ятник Голодомору.

## Політика

### Парламентські вибори, 2019
На позачергових парламентських виборах 2019 року у селі функціонувала окрема виборча дільниця № 740058, розташована у приміщенні будинку культури.
Результати
- зареєстровано 324 виборці, явка 62,04%, найбільше голосів віддано за «Слугу народу», Всеукраїнське об'єднання «Батьківщина» і Радикальну партію Олега Ляшка — по 23,38%[1]. В одномандатному окрузі найбільше голосів отримав Борис Приходько (самовисування) — 46,00%, за Сергія Коровченка (самовисування) — 16,50%, за Олега Дмитренка (самовисування) — 7,50%[2].

## Музей Фундації Петра Тронька
У родинній садибі Анатолія Сєрикова у селі в липні 2015 відкрили Музей Фундації Петра Тронька.

## Знані люди

### Народилися
- Анатолій Сєриков — український громадський діяч, журналіст, культуролог, видавець. Заслужений журналіст України (1993), член Національної спілки журналістів України (1984) і Національної спілки краєзнавців України (1993).[4]
- Анатолій Шидловський — учений у галузі електроенергетики та електротехніки, доктор технічних наук, академік Національної академії наук України, заслужений діяч науки і техніки України, почесний енергетик України, лауреат Державної премії України в галузі науки і техніки.

## Також
- Перелік населених пунктів, що постраждали від Голодомору 1932—1933 (Чернігівська область)